# Mary Baines
Mary Jean Baines (29 de octubre de 1932-21 de agosto de 2020) fue una médica de cuidados paliativos británica. Junto a su colega Dame Cicely Saunders, ha sido llamada una de las fundadoras del movimiento de cuidados paliativos. Trabajó en St Christopher's Hospice en Londres de 1968 a 1997, y desde allí estableció el primer servicio comunitario de atención al final de la vida del Reino Unido.

## Primeros años de vida
Baines nació en Wallington, Surrey, el 29 de octubre de 1932, hija de John Silver y Mary Tripe. Asistió a la Escuela Secundaria de Croydon, seguida de Newnham College en la Universidad de Cambridge, antes de graduarse de la Escuela de Medicina del Hospital St Thomas en 1957.

## Carrera profesional
Baines comenzó su carrera médica en el departamento de urgencias del Hospital St Thomas en Londres. Más tarde se convirtió en médica de cabecera en el sur de Londres. En 1967, su excompañera de clase de St Thomas, Cicely Saunders, quien había fundado St Christopher's Hospice, se puso en contacto con ella y la invitó a trabajar en el hospicio. Aunque Baines inicialmente encontró el concepto de cuidados paliativos «muy extraño, esta idea de cuidar a los moribundos», finalmente decidió unirse a Saunders en 1968 debido a su propia fe e ideales cristianos. En St Christopher's, Baines estableció el equipo de atención domiciliaria para pacientes paliativos en el Reino Unido; este servicio brindó atención las 24 horas a los pacientes en el hogar por parte de médicos y enfermeras.
Baines capacitó a muchos de los médicos especialistas en cuidados paliativos de la primera generación del Reino Unido. Dado que había una escasez de investigaciones publicadas en el campo de los cuidados paliativos, ella misma se convirtió en investigadora y desarrolló el régimen de tratamiento ahora estándar para las náuseas y los vómitos causados por la obstrucción intestinal. Baines y Saunders coescribieron Living With Dying: The Management of Terminal Disease (publicado en 1983), el primer libro de texto sobre cuidados paliativos, seguido de muchos otros capítulos de libros de texto. En sus escritos, argumentaron a favor de brindar a los pacientes un alivio del dolor regular cada cuatro horas en lugar de solo cuando lo soliciten.
Baines fue asesora de la Organización Mundial de la Salud, dio conferencias a nivel internacional sobre cuidados paliativos y fue nombrada Oficial de la Orden del Imperio Británico (OBE) en 1991. Dejó St Christopher's en 1997 para trabajar como directora médica a tiempo parcial del Ellenor Hospice en Gravesend. Recibió el premio European Women of Achievement Award en 2006, momento en el que se destacó como la médica de hospicio con más años de servicio en el mundo.

## Vida personal
En 1958 se casó con Ted Baines, clérigo anglicano, con quien tuvo tres hijos. Murió el 21 de agosto de 2020 en St Christopher's Hospice por complicaciones de la enfermedad de Parkinson.